# Santa Maria in Trastevere-bazilika
A Santa Maria in Trastevere-bazilika a legfontosabb katolikus istentiszteleti hely, kisbazilika és címtemplom Róma Trastevere kerületében, ahol az azonos nevű plébánia található a Piazza di Santa Maria in Trasteverén.

## Története
A bazilikát a hagyomány szerint I. Kallixtusz pápa (217–222) alapította azon a helyen, ahol olaj folyt a földből, és I. Gyula (337–352) fejezte be.
A 8. és 9. század során az oldalhajókat bővítették, átrendezték a presbitériumot és feltárták a gyóntatószéket, amelyben néhány mártír, köztük a bazilika alapítójának Szent Kallixtus földi maradványait helyezték el.
A jelenlegi építészeti szerkezet az 1138–1143-ban végzett rekonstrukcióból származik, amelynek részben lecsupaszított anyaga a Caracalla termáiból származik, és II. Ince pápa (1130–1143) megbízásából épült. A pápa már nem láthatta a bazilika elkészültét és díszítését, de a munka befejezéséhez szükséges anyagi eszközöket hátrahagyta.
A 16. században Marco Sittico Altemps osztrák bíboros építtette a Madonna della Clemenza-kápolnát és néhány oldalsó kápolnát idősebb Martino Longhi tervei alapján.
1702-ben XI. Kelemen pápa Carlo Fontana terve alapján újjáépíttette a karzatot és módosíttatta a homlokzatot.
IX. Piusz pápasága idején, 1866 és 1877 között, Virginio Vespignani építész által a templom komplex restauráláson esett át.

## Leírása

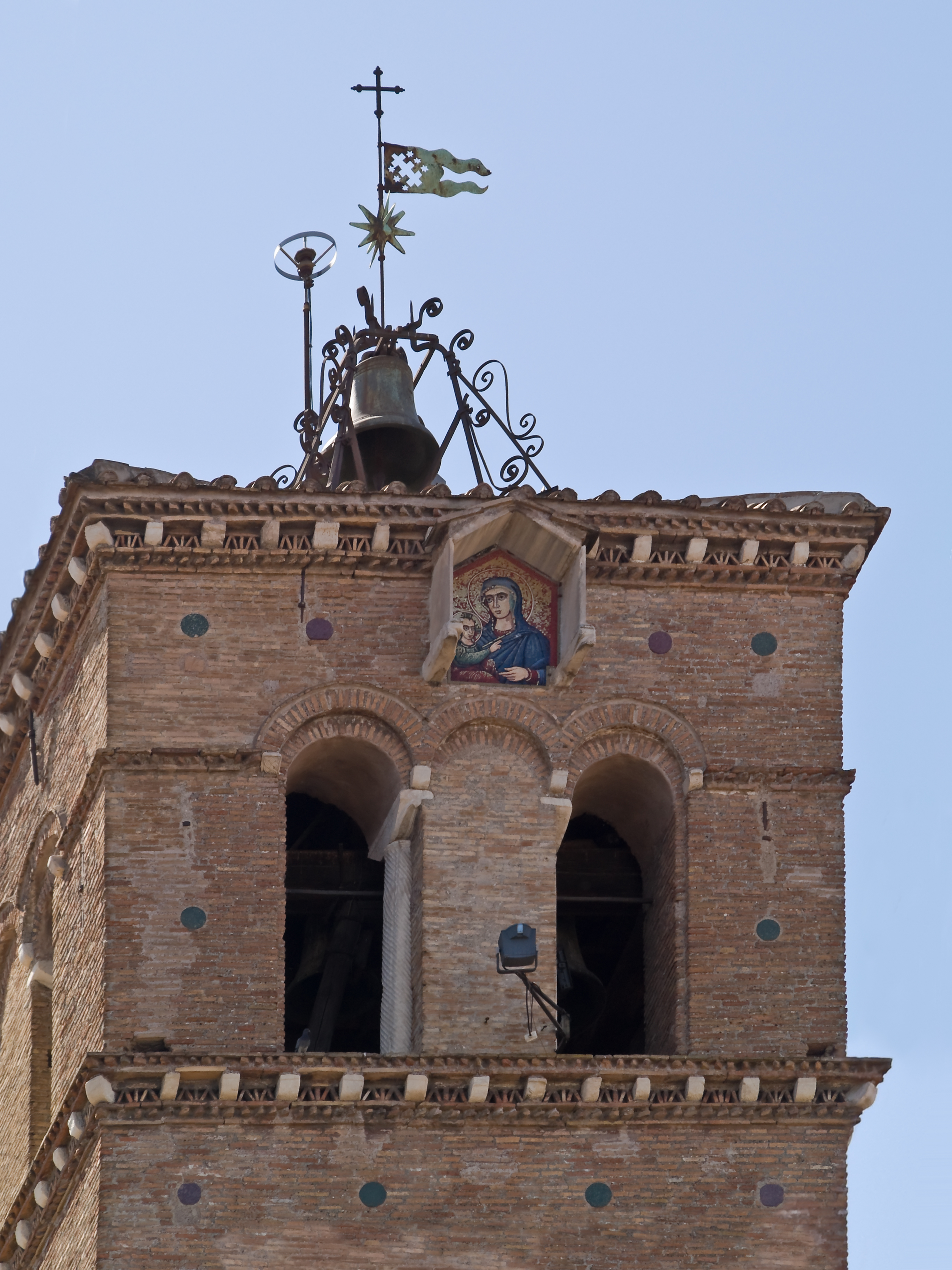
A Madonna és Gyermeke, a harangtorony tetején

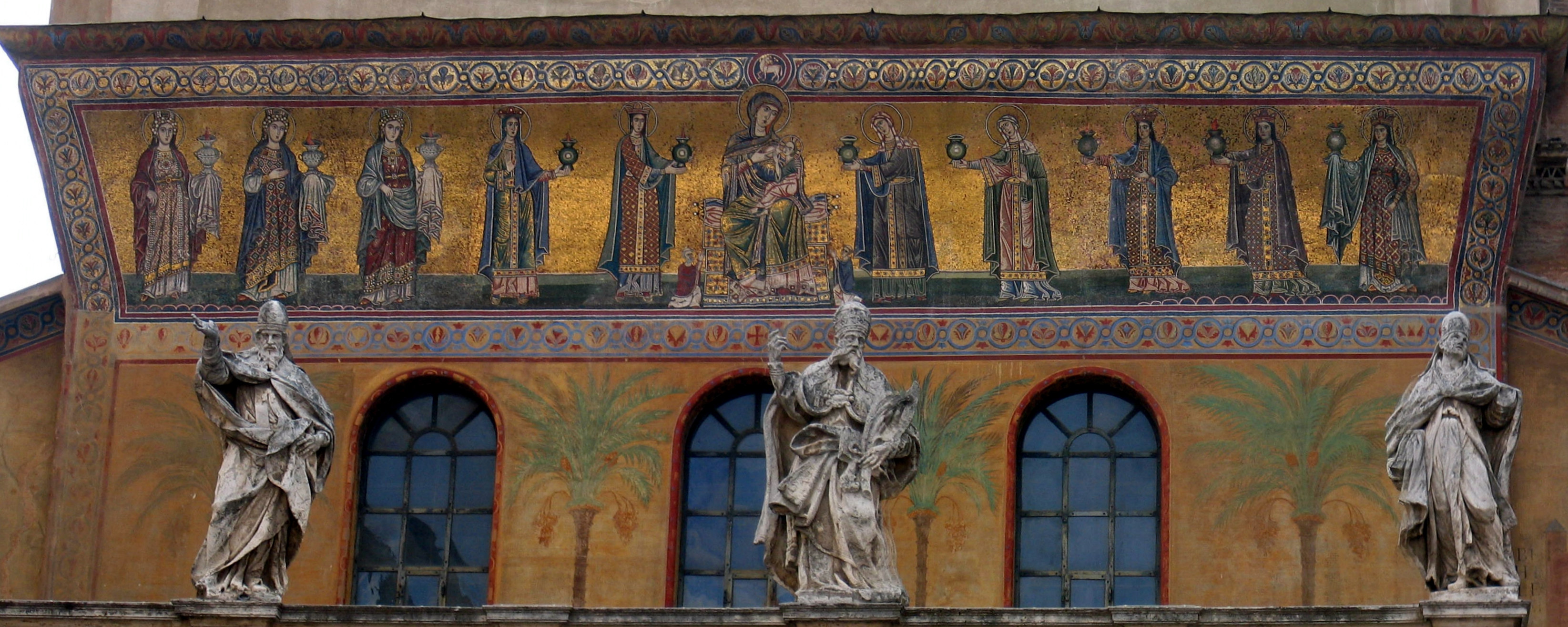
Mozaikok a homlokzaton

### Külseje és a portikusz
A kiemelkedő homlokzat, amelyet Carlo Fontana (1702) tervezett karzata előz meg, a felső részen egy 13. századi mozaikot őriz, amelyen a Gyermekét szoptató Szűz Mária trónol, mellette tíz olajlámpást hordozó nő áll.
A román stílusú harangtorony tetején egy fülkében a Madonnát és Gyermekét ábrázoló mozaik látható.

### A templombelső
Belül háromhajós, jón és korinthoszi oszlopokon architrávokkal látható a gyönyörű famennyezet, amelyet Domenichino (a középen a Nagyboldogasszony szerzője is) tervezett, valamint néhány festmény, amely a 19. századi restaurálásból származik, IX. Piusz pápa alatt. A jobb oldali hajó első kápolnájában Giacomo Zoboli Római Szent Franciska, míg a másodikban Étienne Parrocel betlehemes kápolnája látható. A negyedik kápolnát Utrechti Szent Frigyes tiszteletére szentelték, és 1651-ben, amikor a bazilika címtulajdonosa Federico Corner bíboros (1579–1653) volt, megkezdődtek a felújítási munkálatok: a Szent Frigyes vértanúságát ábrázoló oltárképet szintén 1651-ben Giacinto Brandi festette, s a 17. század óta a plébániahivatalban őrzik, hogy megóvják a nedvességtől. A kápolnában Arcangelo Spagna, Brandi tanítványa festményének másolata volt. 
A jobb oldali elülső kápolna, az úgynevezett Strada cupa vagy a téli kórus kápolnája, a főoltáron a Perin del Vagának, Raffaello Sanzio tanítványának tulajdonított Strada cupa Madonnát őrzi; a jobb oldalon Carlo Maratta Menekülés Egyiptomba című képe látható.
A bal oldali kereszthajóban az oltárkép Szent Fülöp és Jakab vértanúsága, ifjabb Jacopo Palma alkotása, valamint Pietro Stefaneschi (1417) és Philippe d'Alencon bíborosok síremlékei láthatók.
A bal oldali hajó ötödik kápolnája az Ávila kápolna, Antonio Gherardi barokk stílusú stukkómunkáival (1680); a San Girolamo oltárkép szintén Antonio Gherardi alkotása. A negyedik és a harmadik kápolna között található II. Ince pápa sírja, Virginio Vespignani építész munkája, aki 1866 és 1877 között végezte a templom stilisztikai helyreállítását. A harmadik kápolnában, a San Francescóban, amely 1591 óta Francesco Ardizi védnökségét élvezte, a dekoráció Ferraù Fenzoni alkotása, 1591 és 1593 között. A freskók Szent Ferenc életének jelenetét ábrázolják a lunettában, az apostolok alakjait a soffitókban, az egyházatyákat a tollakban és az Atyaistent dicsőségben angyalokkal a boltozat közepén. Az 1594–95-ös urbinói kapucinusok oltárképén (jelenleg a Galleria Nazionale delle Marchéban) szereplő Szent Ferenc stigmáit ábrázoló oltárkép, amelynek főhőse Federico Barocciéhoz közel áll, szintén elhalasztható néhány évvel. 
A többi műalkotás közül megemlíthető a Madonna della Clemenza vagy a Madonna Theotókosz ikonja, amely igen becses, talán a 6. századra nyúlik vissza (de egyes történészek feltételezik, hogy a 8. századra), merev homlokzatával és káprázatos színeivel a Santa Maria Antiqua-templom freskóinak első rétege. Az Altemps kápolna eredete a 16. század végére nyúlik vissza.
A bazilikában találhatók I. Szent Gyula ereklyéi, valamint I. Szent Kallixtus és II. Ince pápa holttestei.

### Mozaikok a presbitériumban
Az apszis medencéjében megcsodálható egy mozaik, amely a Szüzet és Krisztust egyazon trónon ülve ábrázolja (12. század), amelyet az alsó részen Pietro Cavallini (1291) Szűz Mária történetei című, szintén mozaikszerű művével díszítettek.
Egy elfogadott hipotézis (Ernst Kitzingeré) szerint az apszismedence ikonográfiája valószínűleg arra a nagy körmenetre utal, amelyet a középkorban Rómában tartottak Nagyboldogasszony éjszakáján. Ebből az alkalomból a Lateráni bazilika Megváltó acheropita ikonját ünnepélyesen elhozták a Santa Maria Maggioréba, a híres Salus populi romani ikonba, mintegy ölelés Anya és Fia között. A felvonulás közben egy másik fontos Mária-templomnál, a Forum Romanum (ma Santa Francesca Romana) melletti Santa Maria Novánál is meg kellett állni. Itt is volt az ikonok találkozása, ez a templom egyben a Szűzanya tiszteletét is őrizte. És talán éppen ez a második ikon szolgál mintául a Szent Szűz ábrázolásához a trasteverei mozaikban. Kitzinger tézise, valamint a mozaikdísz és az előbb említett ikonok (különösen a mozaik Krisztus-arca és a lateráni acheropita) közötti stilisztikai összefüggéseken alapul, hogy a mozaik mindkét központi alakja tekercset tart a kezében, szövegrészekkel az Énekek énekéből Dokumentált, hogy a Nagyboldogasszony körmenete során antifónákat és a Bibliábó származó részeket énekeltek (ahogy ma is).

### Síporgonák

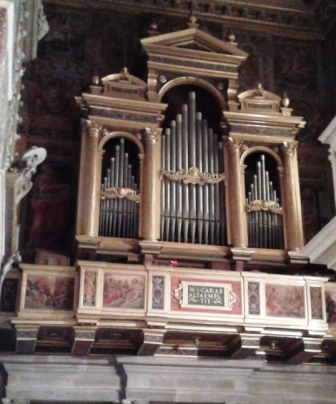
A Testa-orgona

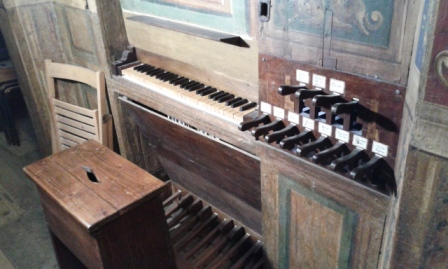
A Testa-orgona ablakkonzolja

A kereszthajóban gyönyörűen faragott és aranyozott ikerkórusokban, tokkal, domborzattal és három öböllel, amelyek a 16. századra nyúlnak vissza, két érdekes, egymástól teljesen eltérő korú és koncepciójú hangszer található.
A cornu Epistulae-ban van egy 1702-ből származó orgona, amelyet Filippo Testa római orgonakészítő épített egy korábbi, tizenhatodik századi velencei Venerio de Legge hangszer helyére. Egyetlen 53-as billentyűzettel rendelkezik, rövid első oktávval és 17-es pultos pedállal, manuállal kombinálva, saját regiszterek nélkül.
A cornu Evangeliiben a francia Mutin Cavaillé-Coll ház 1911-es orgonája található. Két 56-os manuált és egy 27-es egyenes pedállapot tartalmaz.

## A bazilika az irodalomban
Az ősi templom, II. Ince pápa megénekelt életrajza, Carlo Emilio Gadda, pontosan a Santa Maria in Trastevere-bazilikára utal, amelyet maga II. Ince építtetett újjá. A gyakran játékos és populáris hangvétellel jellemezhető történet (stiláris gyakorlata szerint Gadda is különféle dialektusokat használ) ezután az Il castello di Udine gyűjteménybe került.

## Bíboros-protektorok
- A címtemplom bíboros-protektora 2016 óta a Madridi főegyházmegye metropolita érseke, Carlos Osoro Sierra.

## Képgaléria

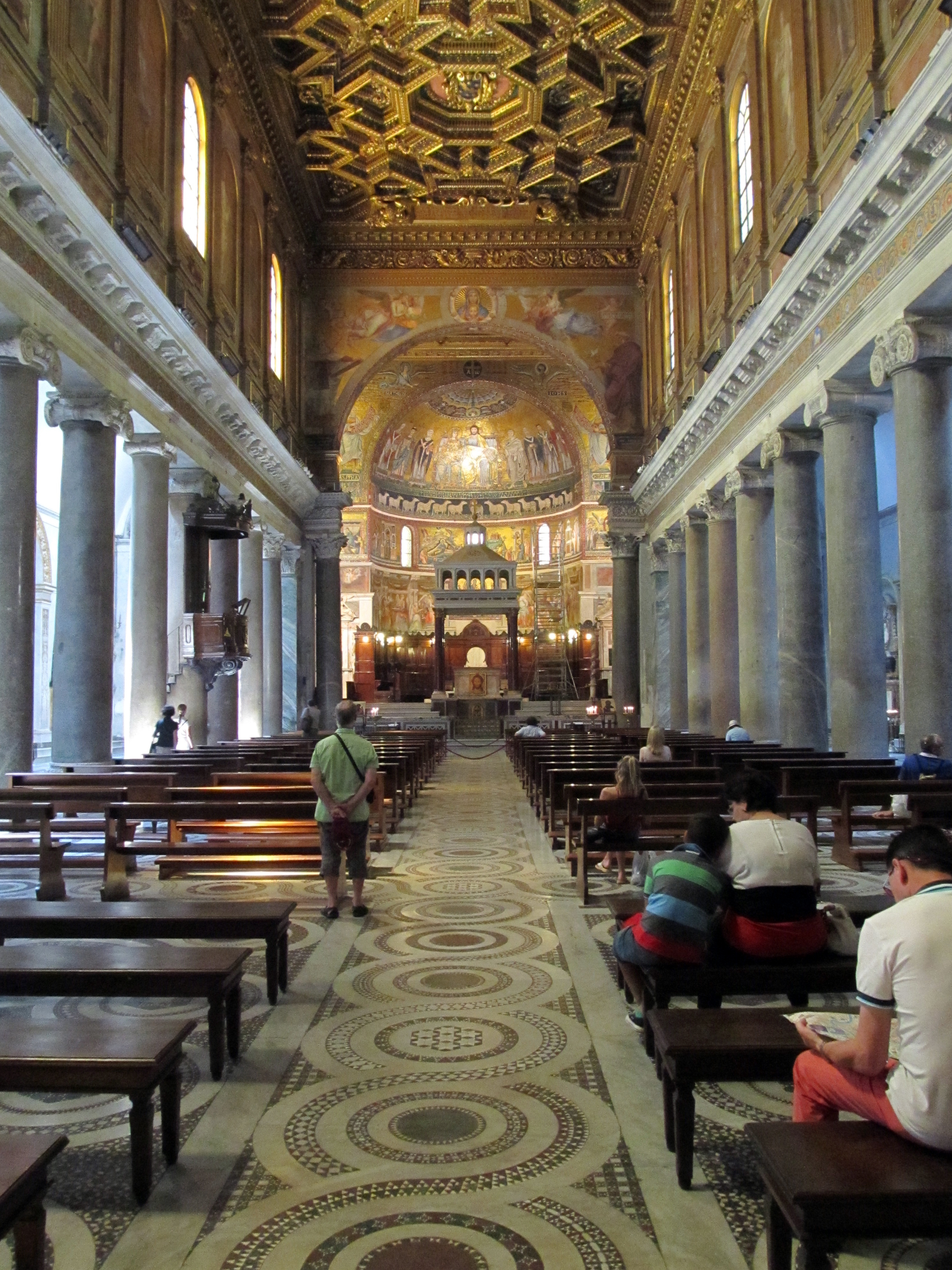
A templom belseje
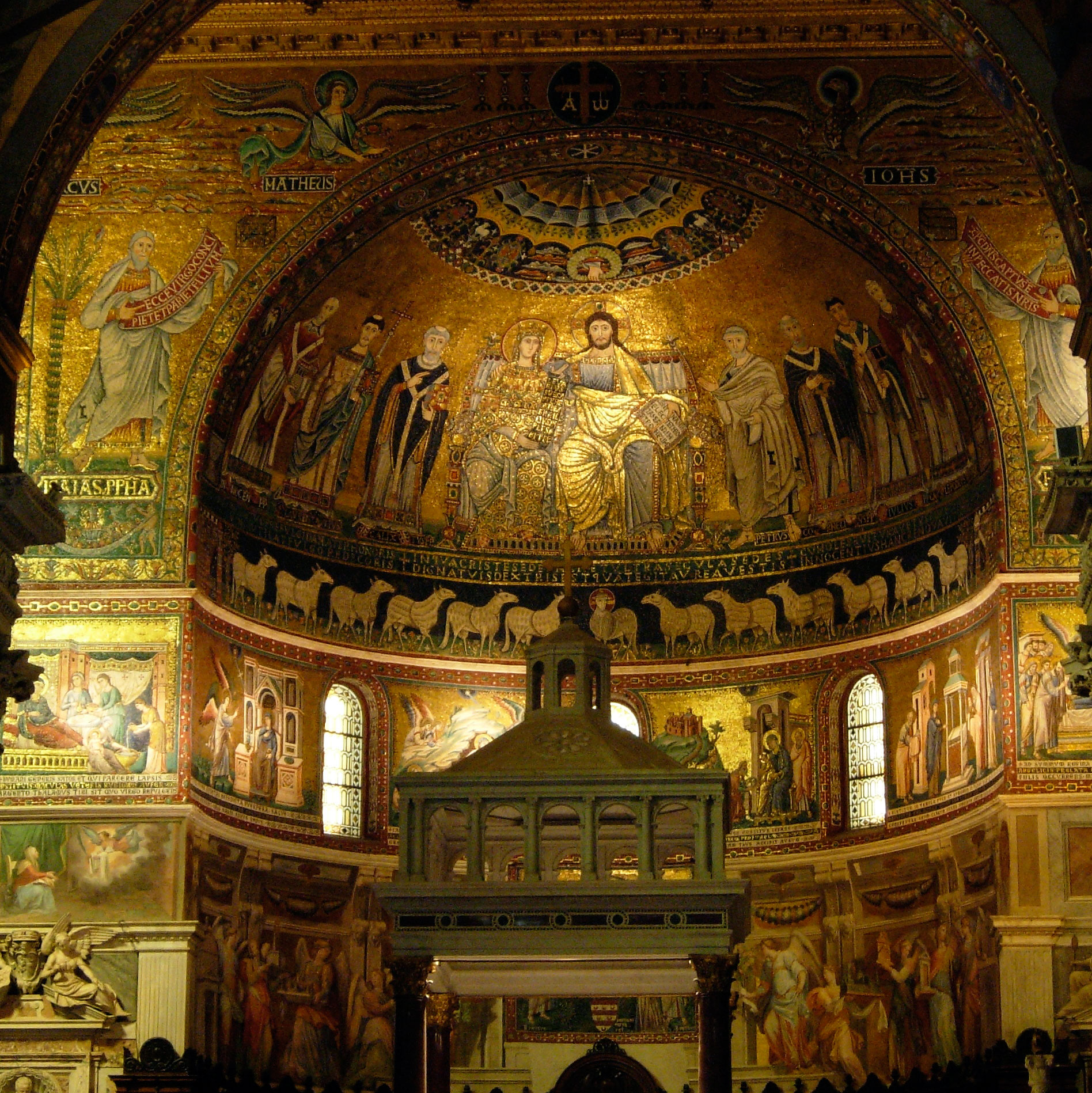
Az apszis részlete
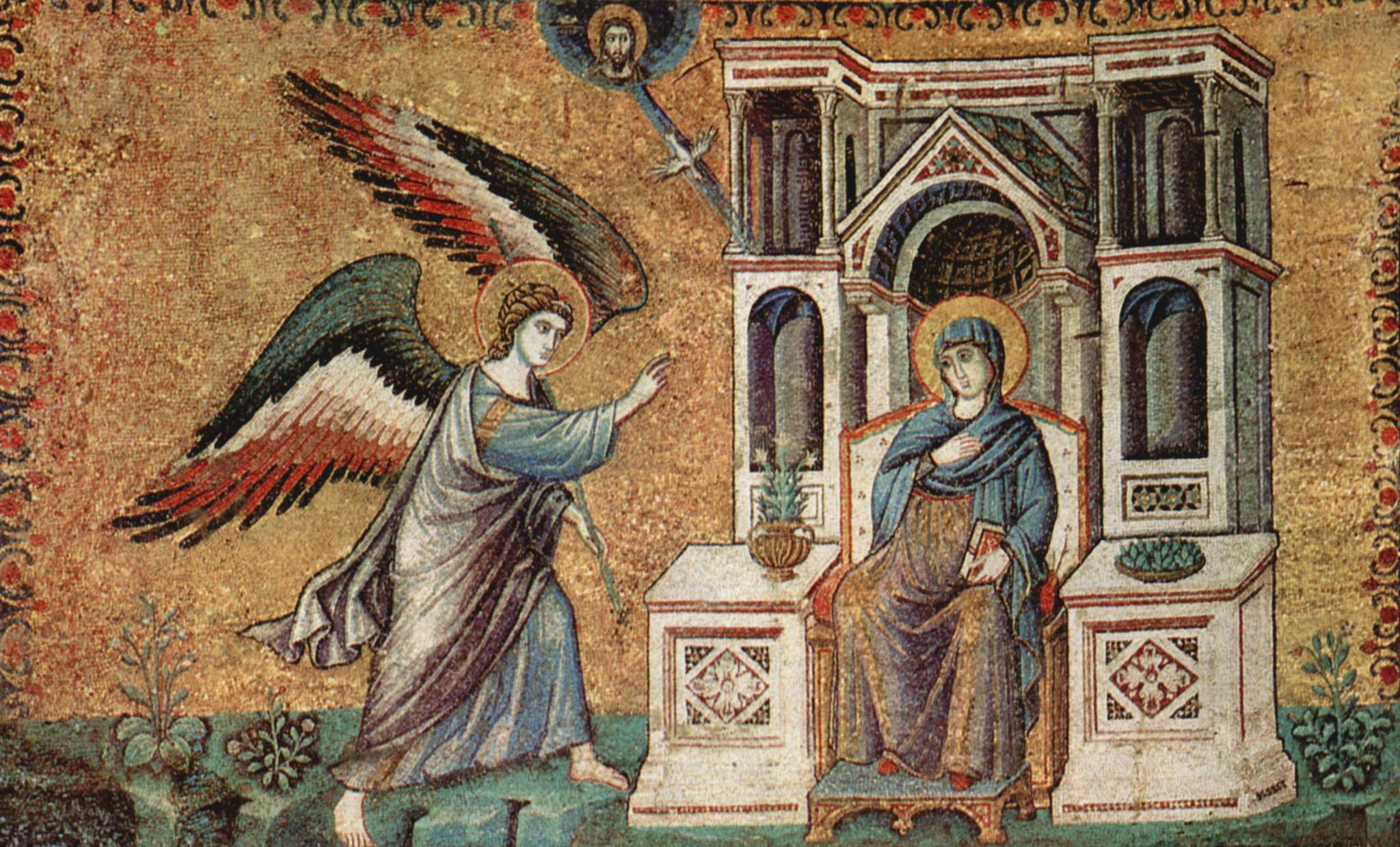
Pietro Cavallini: Angyali üdvözlet mozaikja, 1291
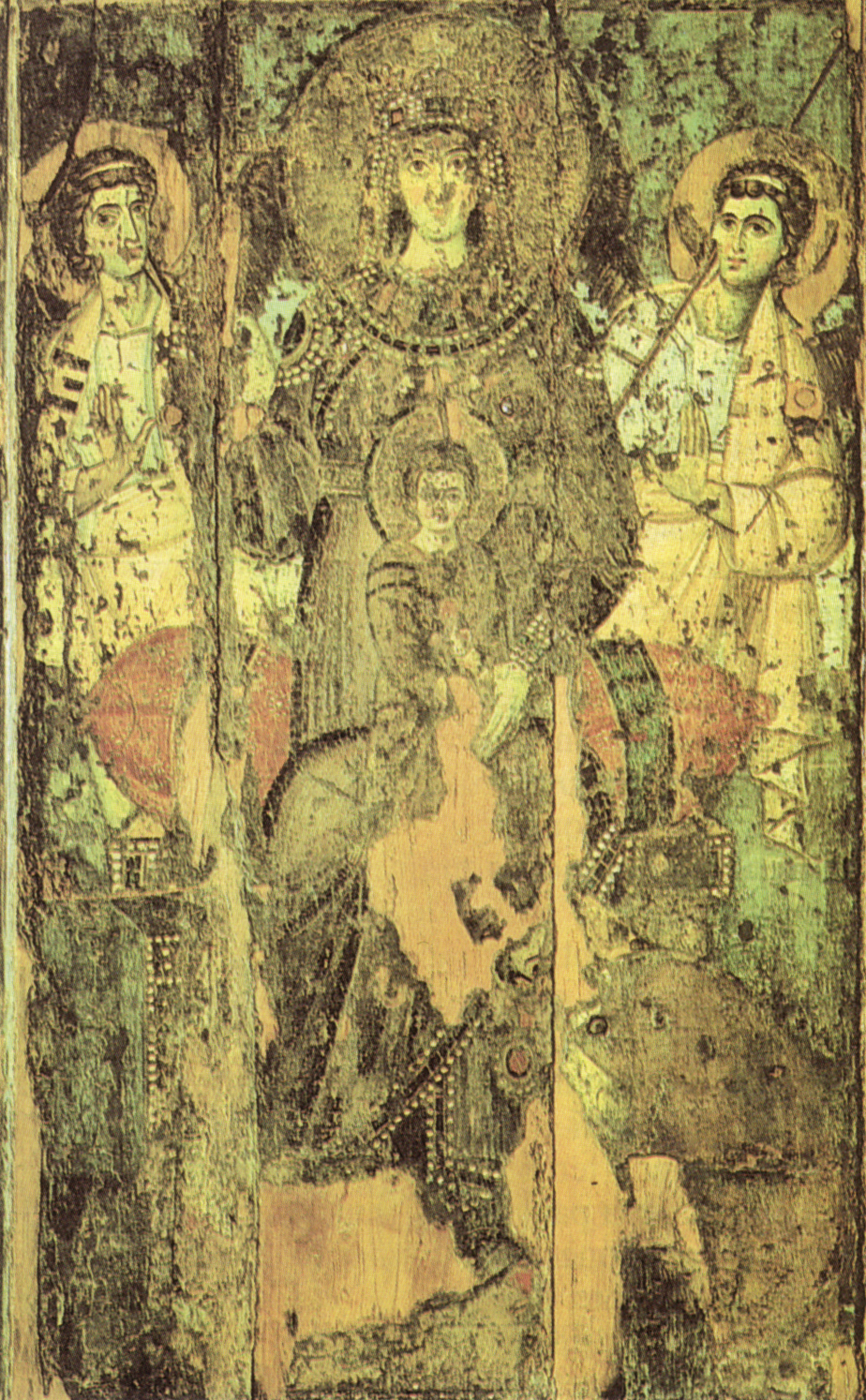
A Theotokosz-madonna
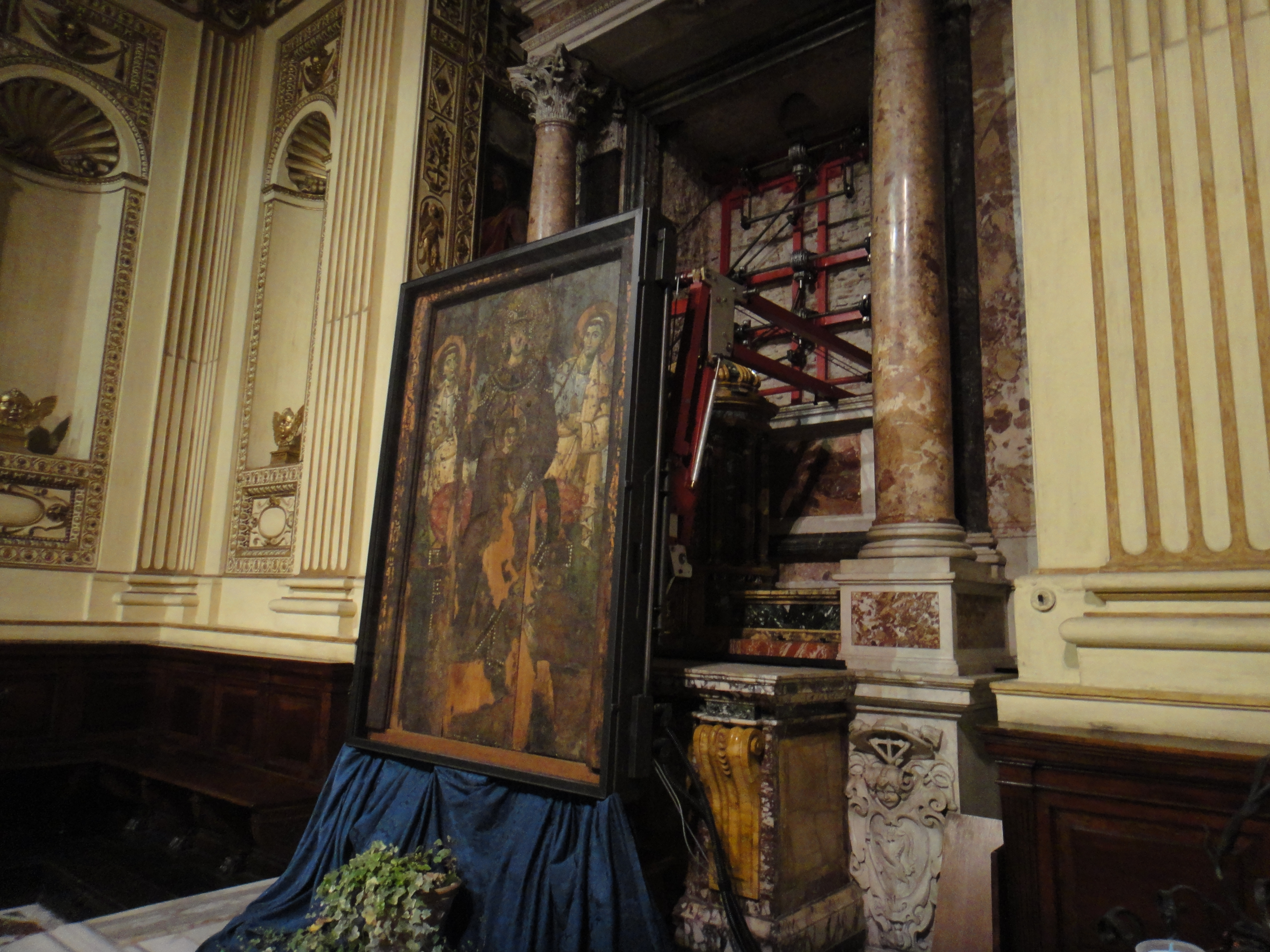
A Madonna della Clemenza mechanizmusa kinyitva
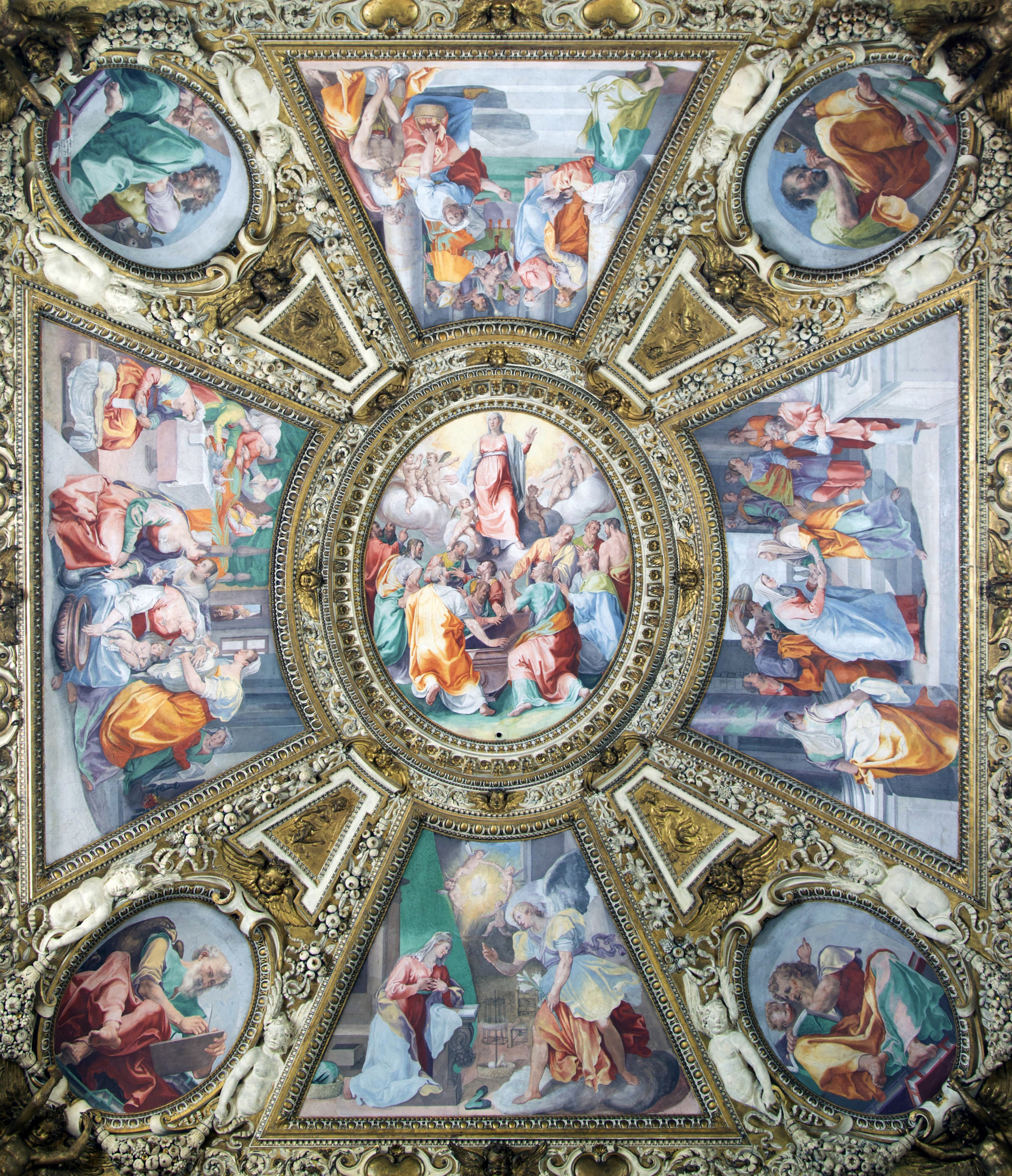
Az Altemps-kápolna boltozata
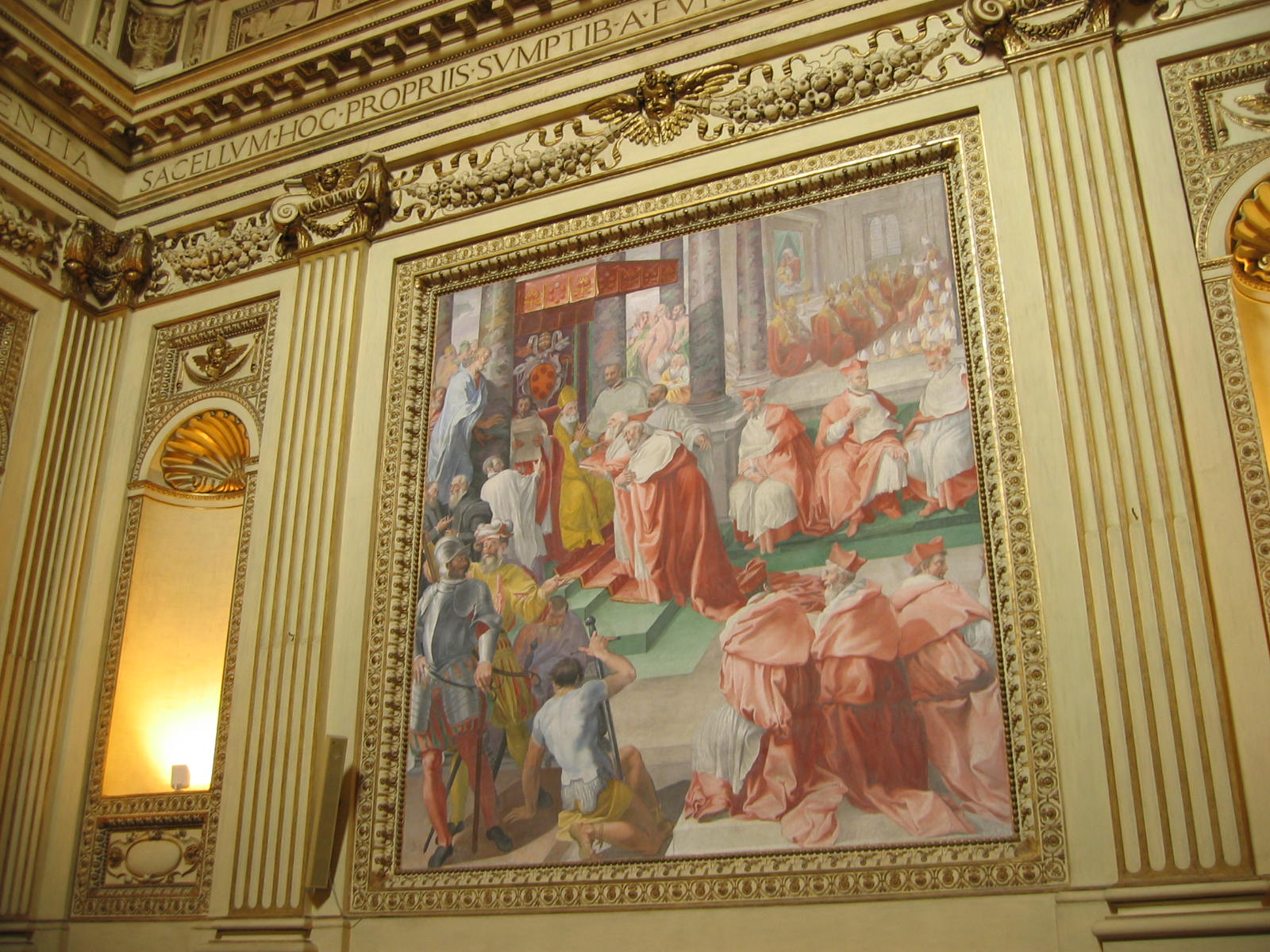
Festmény az Altemps-kápolnában
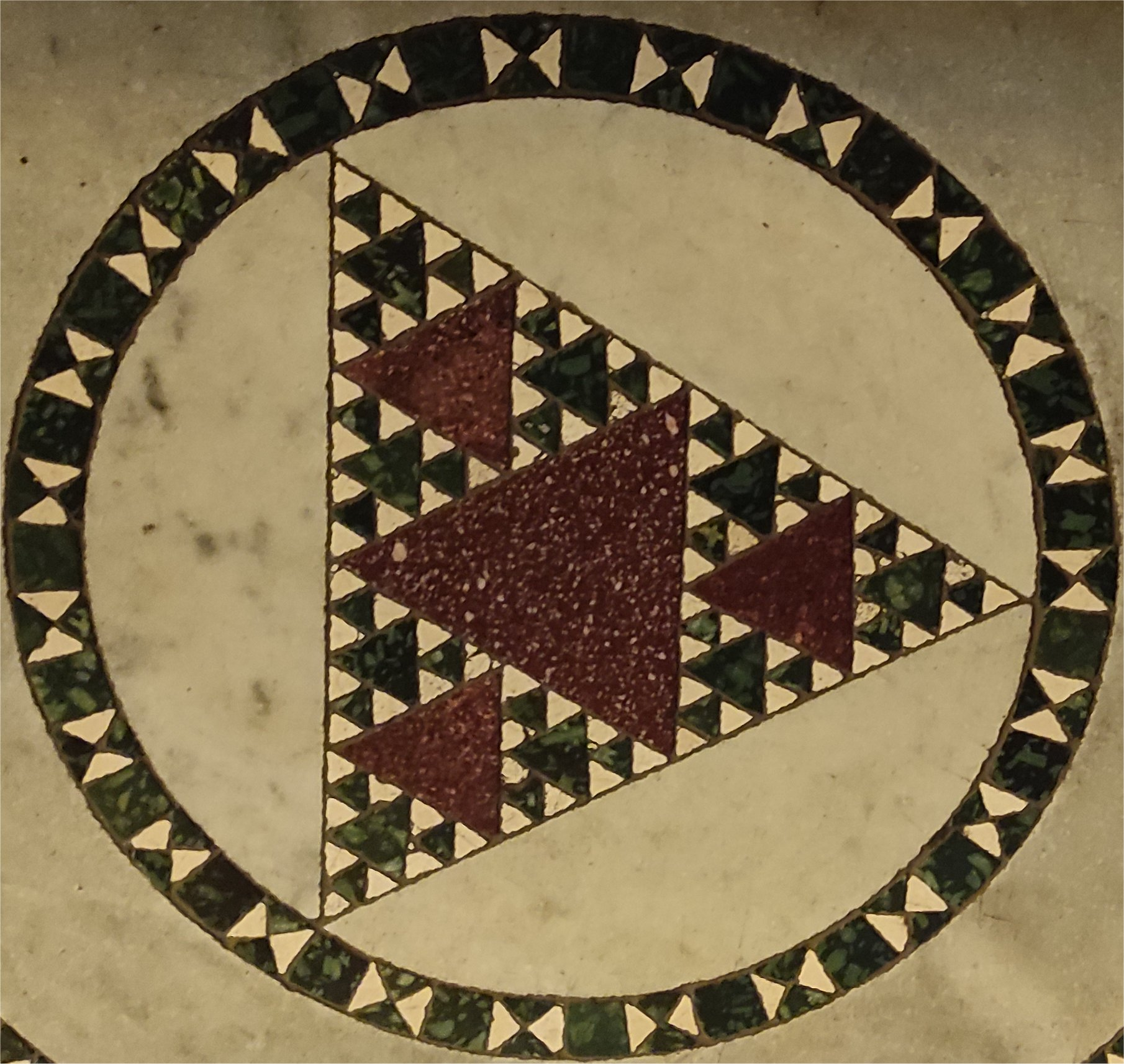
A Sierpiński-háromszög előnézete, a padló részlete

## Fordítás
- Ez a szócikk részben vagy egészben  a   Basilica di Santa Maria in Trastevere című olasz Wikipédia-szócikk ezen változatának fordításán alapul.  Az eredeti cikk szerkesztőit annak laptörténete sorolja fel. Ez a jelzés csupán a megfogalmazás eredetét és a szerzői jogokat jelzi, nem szolgál a cikkben szereplő információk forrásmegjelöléseként.

## Bibliográfia
- „Le pergamene di Santa Maria in Trastevere. Storia del fondo ed edizione delle pergamene anteriori al 1200” (122-2), 279-317. o, Kiadó: Scuola Francese di Roma. (rivista Open Access, con copyright)
- Plébánia akta a Római Egyházmegye honlapjáról
- Anton Henze: Kunstführer Rom. Philipp Reclam GmbH, Stuttgart 1994, ISBN 3-15-010402-5, 235–237. oldal
- Herbert Rosendorfer: Kirchenführer Rom. 4. kiadás. E. A. Seemann Verlag, Leipzig 2010, ISBN 978-3-86502-261-5, 75. sz., 186–188. oldal